# Schürkesbach
Der Schürkesbach (auch Schürkesbeek genannt) ist ein etwa zwei Kilometer langer Quellbach in der Wankumer Heide, einem Naturschutzgebiet bei Wankum in Nordrhein-Westfalen, östlich der Heronger Buschberge.

## Verlauf
Der gesamte Bachverlauf befindet sich innerhalb eines Erlenbruchwaldes, der von der Jülicher Straße, dem Scharenbergweg und dem Wolfsgrabenweg umschlossen ist. Die eigentliche Quelle ist heute nicht mehr auszumachen, lässt sich aber durch eine Karte, die zu Beginn des 20. Jahrhunderts erstellt wurde, nachweisen. Heute ist nur noch eine Vernässung an der ursprünglichen Stelle festzustellen. Das Grundwasser wird durch Sande und Kiese geleitet und durch tertiäre Schluffe und feine Sande gestaut. Erst da, wo sich das Oberflächenwasser des Baches aufgrund einer etwa 60 cm hohen Staustufe parallel zum Schürkesweg sammelt, ist ein Bachlauf zu erkennen. Das aus hölzernen Bohlen zusammengesetzte Stauwehr befindet sich unmittelbar da, wo der Schnirpweg in den Schürkesweg mündet. Hier unterquert der Bach den Schnirpweg und fließt in unzugängliches Gelände parallel zum Schürkesweg in Richtung Teufelsstein ab und entwässert den Erlenbruchwald. In diesem Bereich mündet der Römerbach in den Schürkesbach, bevor dieser wenige Meter danach den Schürkesweg unterquert und in einem geraden Verlauf, unweit der Flootsmühle, in die Nette mündet.

## Vorkommen geschützter Arten
Untersuchungen im Jahr 2012 ergaben, besonders kurz vor der Mündung in die Nette, neben dem auf der Roten Liste NRW geführten Steinbeißer auch ein großes Vorkommen des nach FFH-Richtlinie geschützten Bachneunauges und sind daher ein Beleg für die gute Wasserqualität des weitgehend unbelasteten Baches. Weiterhin wurden bei der Untersuchung auch Bachschmerlen, Döbel, Flussbarsche, Schleien, der Zwergstichling und der Dreistachlige Stichling nachgewiesen.

## Geschichte
Wahrscheinlich diente der Quellbach bereits in der Römerzeit zur Wasserversorgung eines nahegelegenen Römerlagers. In der Nähe des Schürkesbaches befand sich eine Pferdewechselstation. Wasserleitungsröhren, Ziegel mit Legionsstempeln der XXX. Legion und Scherben von Terra-Sigillata-Keramik wurden hier seit dem 19. Jahrhundert gefunden. Auch Funde von eisernen und bronzenen Gebrauchsgegenständen, Münzen, Öllampen und Statuetten belegen, dass die Station hier zwischen dem 1. und dem 4. Jahrhundert existiert hat.
Weniger als 100 Meter unterhalb der Stelle, wo heute der Schürkesbach in die Nette mündet, fanden von 1808 bis 1810  Grabungsarbeiten statt. Eine künstliche Wasserstraße mit einer Breite von 16 Metern und einer Tiefe von 2,60 Metern sollte den Rhein mit der Maas in den Niederlanden verbinden. Das von Napoléon initiierte Projekt „Nordkanal“ wurde aber schon am 1. Januar 1811 wieder eingestellt. Die heute noch sichtbaren Grabungen sind zum Teil mit Wasser gefüllt, aber eine direkte Verbindung zur Nette gibt es nicht.
Der ebenso gebräuchliche Name Schürkesbeek beruht auf der plattdeutschen Sprache (Beek gleich Bach). In der nahegelegenen Ortschaft Herongen kam so beispielsweise die Beekerstraße zu ihrem Namen.

## Die Melioration der Wankumer Heide zwischen 1903 und 1907

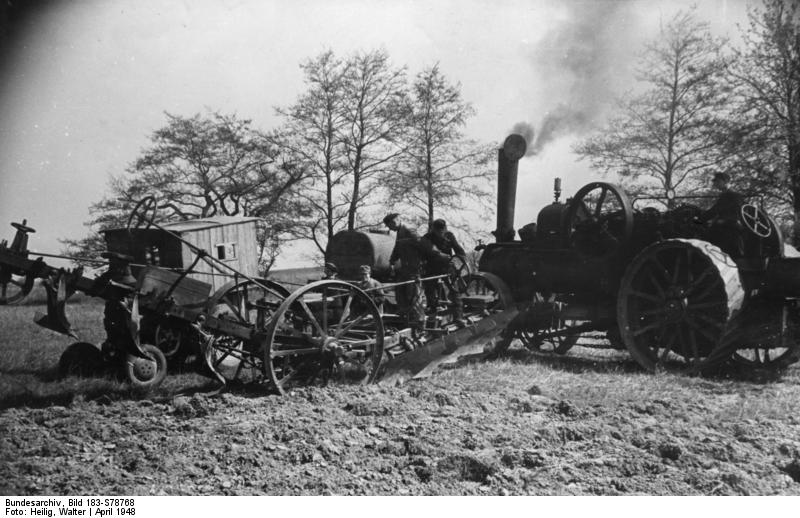
Ein Dampfpflug im Einsatz (1948)

Der Ertrag in der Landwirtschaft im Gebiet der Wankumer Heide war zur damaligen Zeit sehr dürftig. Der Ackerboden von 172 Landbesitzern war einfach zu nass und zu nährstoffarm. Etwa 400 Hektar waren davon betroffen. Aufgrund eines Gesetzes vom 1. April 1879 zur „Bildung von Wassergenossenschaften“ plante das Meliorationsbauamt II aus Düsseldorf geeignete Maßnahmen, die zur Verbesserung des Bodens beitragen sollten. Hierzu war zunächst die Entwässerung und Auflockerung des Bodens und das Anlegen von Wegen vorgesehen. Um die abzuführende Wassermenge abzuleiten, mussten im oberen Teil die Hauptvorfluter ausgebaut werden. Bereits vorhandene Wege waren von der Vegetation überwuchert und konnten wegen der Nässe nur bei Bodenfrost befahren werden. Sie wurden durch Gräben, die das Wasser kanalisierten, trockengelegt. Der dadurch angefallene Aushub diente auch dazu die Wege zu erhöhen.
Zur Auflockerung des Bodens mussten einige Flächen mit einem Dampfpflug bearbeitet werden, um die wasserundurchlässige Schicht in einer Tiefe von 50–70 Zentimetern zu durchbrechen. Einen Pferdepflug nutzte man, um Flächen zu bearbeiten, die als Wiesen vorgesehen waren. Die extrem nassen Flächen mussten von Hand mit dem Spaten aufgelockert werden. Aufgrund des Mangels an Landarbeitern zur damaligen Zeit setzte man 60 Gefangene des Zuchthauses in Werden und 45 Korrigenden aus der Rheinischen Provinzial-Arbeitsanstalt Brauweiler für das Projekt ein. Eine spätere Berechnung ergab, dass die Erdarbeiten letztendlich Kosten von deutlich weniger als 1 Mark pro Kubikmeter verursachten. Den Korrigenden kam bei entsprechender Arbeitsleistung ein- bis zweimal monatlich eine sogenannte „Speckzulage“ bei der Verpflegung zu. 30 Prozent der Kosten wurden durch den Staat und der Rheinprovinz getragen. Die verbleibenden 70 Prozent der Gesamtkosten waren von den Grundstückseigentümern durch Anleihen zu finanzieren, die sie langsam tilgen konnten. Die Melioration in der Wankumer Heide führte zu einer deutlichen Wertsteigerung der bewirtschafteten Flächen, die sich auch auf die Pachtpreise auswirkte. Weitere 15 Hektar Wiesen- und Ackerfläche sollten in naher Zukunft durch Rodung von Wald hinzugewonnen werden.